# Hopewell (contea di Beaver)
Hopewell  è una township degli Stati Uniti d'America, nella contea di Beaver nello Stato della Pennsylvania. Secondo il censimento del 2000 la popolazione è di 13.254 abitanti.

## Società

### Evoluzione demografica
La composizione etnica vede una prevalenza della razza bianca (91,81%) seguita da quella afroamericana (7,34%), dati del 2000.
| township di Hopewell Popolazione |        |
| 2000                             | 13.254 |
| Stima al 2009                    | 12.322 |